# Lista reprezentatywna niematerialnego dziedzictwa kulturowego
Lista reprezentatywna niematerialnego dziedzictwa kulturowego ludzkości (ang. Representative List of the Intangible Cultural Heritage of Humanity) – lista prowadzona przez UNESCO w celu wyróżnienia na arenie światowej wybranych zjawisk z zakresu dziedzictwa niematerialnego i związanych z nim przestrzeni kulturowych, stworzona na mocy Konwencji UNESCO w sprawie ochrony niematerialnego dziedzictwa kulturowego (ang. Convention for the Safeguarding of the Intangible Cultural Heritage). 
Konwencja w sprawie ochrony niematerialnego dziedzictwa kulturowego odnosi się do współcześnie praktykowanych zjawisk kulturowych przekazywanych z pokolenia na pokolenie. Zaliczają się do nich: 
- tradycje i przekazy ustne, w tym język jako nośnik niematerialnego dziedzictwa kulturowego
- sztuki widowiskowe i tradycje muzyczne
- zwyczaje, obyczaje i obchody świąteczne
- wiedza o przyrodzie i wszechświecie oraz związane z nią praktyki
- umiejętności związane z tradycyjnym rzemiosłem[2]

Na mocy Art. 31 pkt. 1. Konwencji w 2008 roku na Listę wpisano 90 zjawisk, które przed uchwaleniem Konwencji były proklamowane Arcydziełami Ustnego i Niematerialnego Dziedzictwa Ludzkości. W 2020 roku na liście reprezentatywnej niematerialnego dziedzictwa kulturowego, liście niematerialnego dziedzictwa kulturowego wymagającego pilnej ochrony oraz w rejestrze najlepszych praktyk w celu ochrony niematerialnego dziedzictwa kulturowego wpisanych były 584 elementy ze 131 krajów.  
Tryb wpisywania zjawisk (tzw. „elementów”) na Listy i do Rejestru jest zbliżony do procedury przyjętej dla Listy Światowego Dziedzictwa prowadzonej na mocy Konwencji UNESCO z 1972 r. O wpisie na listę decyduje Międzyrządowy Komitet ds. ochrony niematerialnego dziedzictwa kulturowego wybierany przez przedstawicieli rządów krajów, które podpisały Konwencję. Wnioski o wpis mogą być kierowane do Komitetu przez rządy krajów – Państw-Stron Konwencji. Większość rządów krajów działających w ramach konwencji scedowała to uprawnienie na odpowiednie instytucje krajowe.

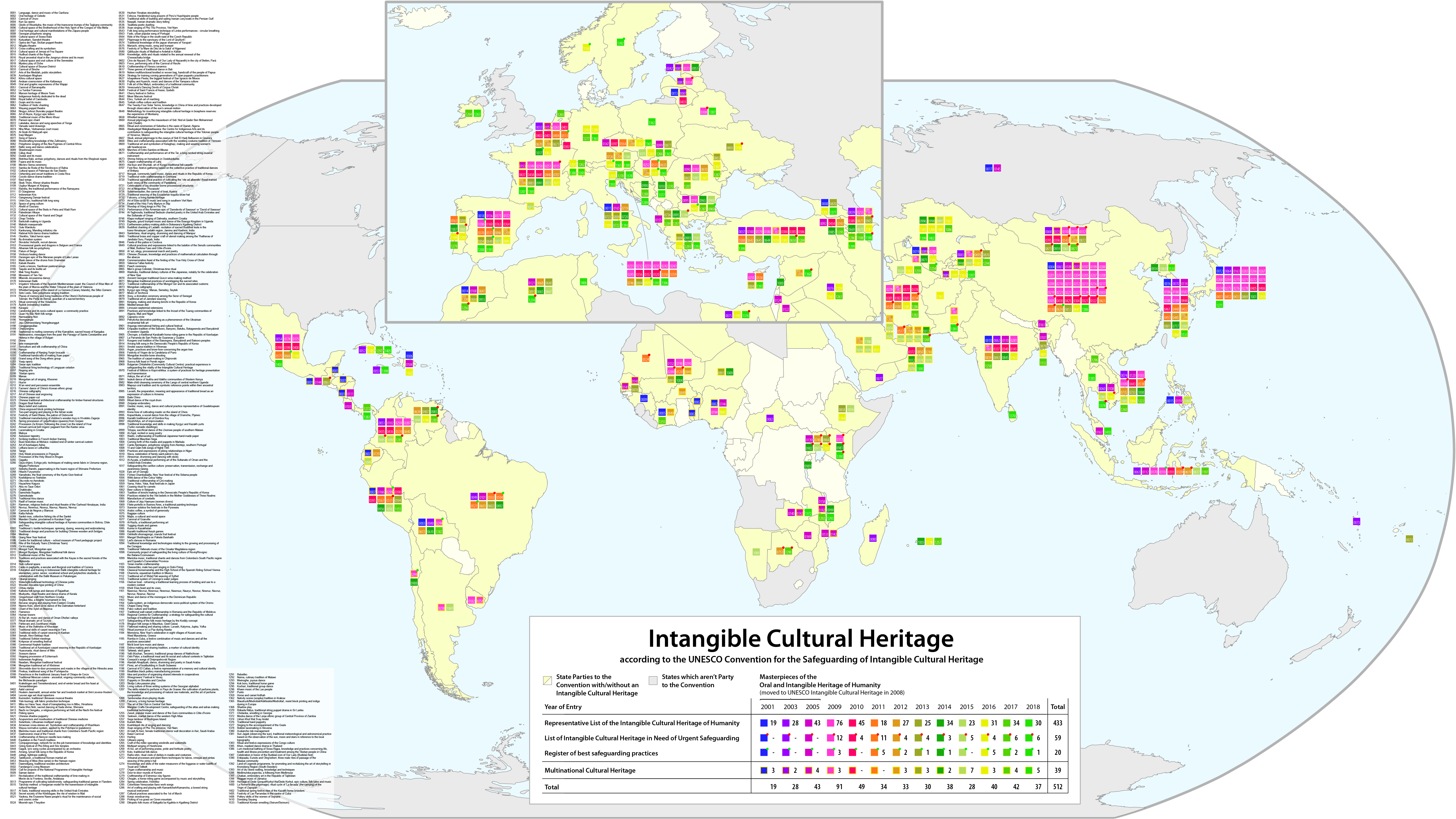
Mapa rozmieszczenia elementów wpisanych na listę niematerialnego dziedzictwa kulturowego

## Lista
Szczegółowy opis elementów z listy światowego dziedzictwa UNESCO:
- w Afryce
- w Ameryce Południowej i na Karaibach
- w krajach arabskich
- w Azji i na Pacyfiku
- w Europie i Ameryce Północnej